# Stanisław Prosiński
Stanisław Dyzma Prosiński (ur. 16 listopada 1912 w Suwałkach, zm. 14 grudnia 1975 w Poznaniu) – technolog drewna, chemik, twórca polskiej szkoły w zakresie chemicznej obróbki drewna.

## Życiorys
Syn kupca Grzegorza i Zofii z Jankowskich. Gimnazjum ukończył w Inowrocławiu, a następnie rozpoczął studia na Uniwersytecie Poznańskim. Dyplom magistra chemii otrzymał w 1936, a wcześniej (w 1933) ogłosił pierwszą publikację naukową. W czasie II wojny światowej był artylerzystą Armii Pomorze, a potem więźniem obozu jenieckiego Woldenberg, gdzie prowadził kursy chemii dla żołnierzy. W 1949 obronił rozprawę doktorską na Wydziale Chemii UP pod tytułem Studia nad przydatnością drewna topoli czarnej i białej jako surowca celulozowego. W 1954 otrzymał tytuł profesora nadzwyczajnego, a w 1963 - zwyczajnego. Był adiunktem u prof. Stanisława Glixellego. 
Od 1950 kierownik Zakładu Chemii Produktów Leśnych na Wydziale Leśnym UP. W 1951 został kierownikiem Katedry Chemicznej Technologii Drewna na utworzonej Wyższej Szkole Rolniczej. W 1970 przekształcono ją w Instytut Technologii Drewna. Prosiński kierował nim aż do śmierci. Pochowany został na cmentarzu sołackim w Poznaniu (kwatera św. Michała-4-7).

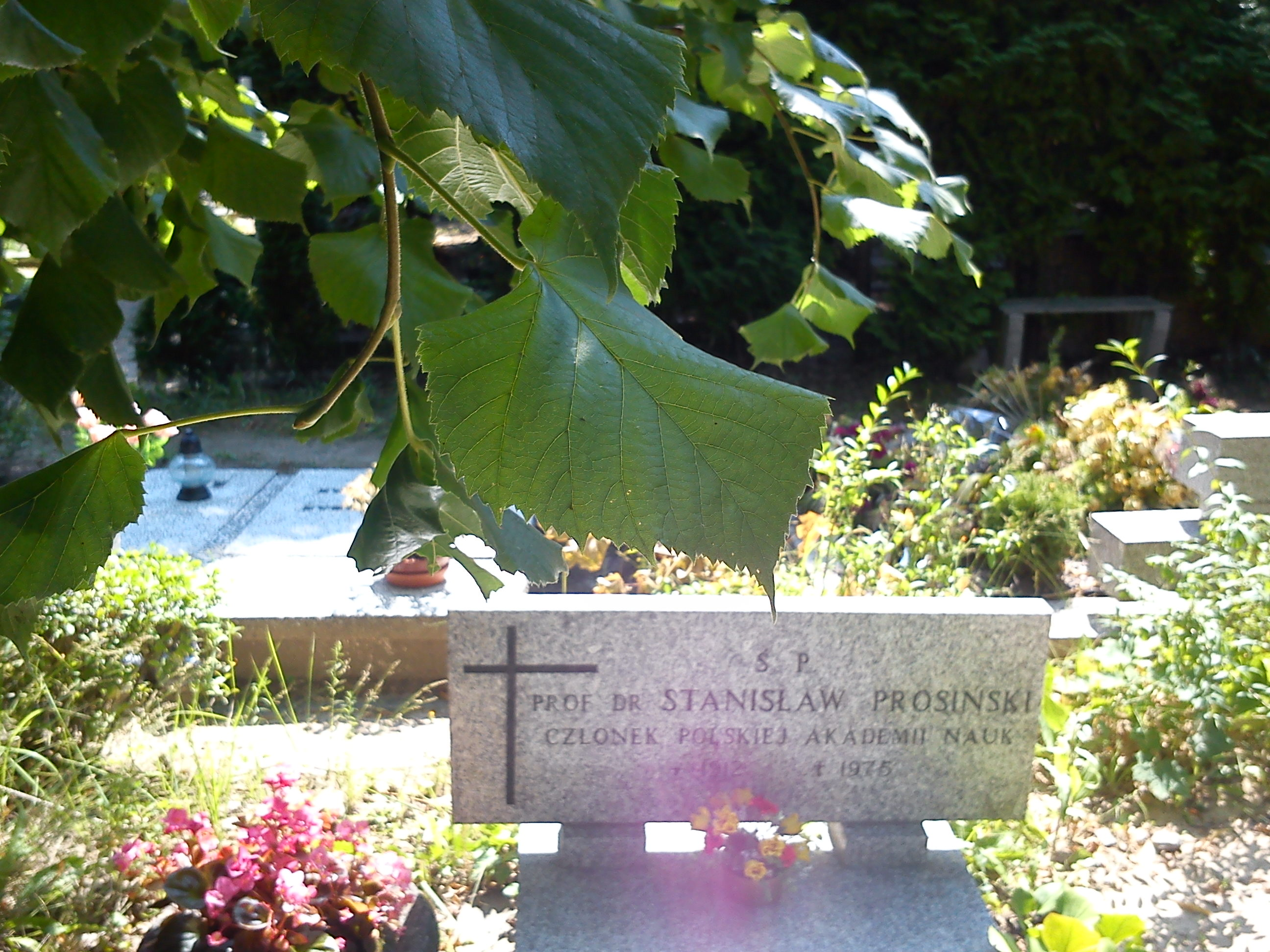
Grób na cmentarzu św. Jana Vianneya

## Zainteresowania i publikacje
Badał przede wszystkim właściwości i skład chemiczny drewna, możliwości uszlachetniania tego surowca i jego chemicznego przerobu, głównie w zakresie termicznego rozkładu, hydrolizy, wytwarzania mas celulozowych oraz modyfikacji i konserwacji drewna. Interesowały go także kalafonia, smoły i oleje drzewne.
Opracował samodzielnie lub w zespole około 150 publikacji, w tym podręcznik akademicki Chemia drewna (pierwsze polskie tego typu dzieło) i liczne skrypty. Zgłosił także szesnaście patentów z zakresu chemii przetwarzania surowców drzewnych. Wypromował 23 doktorów, jedenastu habilitowanych i dziewięciu profesorów. Był przewodniczącym Komitetu Technologii Drewna PAN. 

## Odznaczenia i uhonorowanie
Uhonorowany następująco:
- Złoty Krzyż Zasługi
- Krzyż Kawalerski Orderu Odrodzenia Polski
- Medal 10-lecia Polski Ludowej
- Medal Komisji Edukacji Narodowej
- patron Zasadniczej Szkoły Zawodowej w Świebodzicach.

W 1971 r. został członkiem korespondentem PAN.